# Greg Van Avermaet
Greg Van Avermaet (ur. 17 maja 1985 w Lokeren) – belgijski kolarz szosowy. Mistrz olimpijski w wyścigu ze startu wspólnego (2016).
Wśród zawodowców startuje od 2006. W młodości trenował piłkę nożną na pozycji bramkarza w KSK Beveren. Jego dziadek Aimé i ojciec Ronald również byli kolarzami.

## Najważniejsze osiągnięcia
2006
- 1. miejsce w mistrzostwach Belgii do lat 23 (start wspólny)

2007
- 1. miejsce na 5. etapie Tour of Qatar
- 1. miejsce na 2. etapie Tour de Wallonie
- 8. miejsce w Vattenfall Cyclassics
- 1. miejsce w Memorial Rik Van Steenbergen

2008
- 3. miejsce w Tour of Qatar
- 3. miejsce w E3 Prijs Harelbeke
- 2. miejsce w Belgium Tour
  - 1. miejsce na 3. etapie
- 1. miejsce na 2. etapie Tour de l’Ain
- 1. miejsce na 9. etapie Vuelta a España
  -  1. miejsce w klasyfikacji punktowej
- 3. miejsce w E3 Prijs Harelbeke

2010
- 5. miejsce w mistrzostwach świata (start wspólny)

2011
- 1. miejsce w Tour de Wallonie
  - 1. miejsce na 5. etapie
- 1. miejsce na 6. etapie Österreich-Rundfahrt
- 2. miejsce w Belgium Tour
- 1. miejsce w Paryż-Tours

2012
- 2. miejsce w Grand Prix Cycliste de Québec
- 2. miejsce w Grand Prix de Wallonie

2013
- 1. miejsce w Tour de Wallonie
  - 1. miejsce na 3. i 5. etapie
- 3. miejsce w Gandawa-Wevelgem
- 7. miejsce w Ronde van Vlaanderen
- 4. miejsce w Paryż-Roubaix
- 1. miejsce na 1. etapie Tour of Utah
- 3. miejsce w Grand Prix Cycliste de Québec
- 4. miejsce w Grand Prix Cycliste de Montréal

2014
- 2. miejsce w Ronde van Vlaanderen
- 2. miejsce w Omloop Het Nieuwsblad
- 8. miejsce w Clásica de San Sebastián
- 1. miejsce na 5. etapie Eneco Tour
- 5. miejsce w Grand Prix Cycliste de Québec
- 1. miejsce w Grand Prix Impanis-Van Petegem

2015
- 2. miejsce w Strade Bianche
- 1. miejsce na 3. etapie Tirreno-Adriático
- 3. miejsce w Ronde van Vlaanderen
- 3. miejsce w Paryż-Roubaix
- 5. miejsce w Amstel Gold Race
- 1. miejsce w Belgium Tour
  - 1. miejsce na 4. etapie
- 1. miejsce na 13. etapie Tour de France
- 2. miejsce w Eneco Tour
- 5. miejsce w Vattenfall Cyclassics
- 10. miejsce w Grand Prix Cycliste de Québec
- 3. miejsce w Paryż-Tours

2016
- 1. miejsce w igrzyskach olimpijskich (start wspólny)
- 1. miejsce w Tirreno-Adriático
  - 1. miejsce na 6. etapie
- 1. miejsce na 5. etapie Tour de France
- 1. miejsce w Omloop Het Nieuwsblad
- 3. miejsce w Tour of Qatar
- 9. miejsce w Gandawa-Wevelgem
- 2. miejsce w Grand Prix Cycliste de Québec
- 1. miejsce w Grand Prix Cycliste de Montréal

2017
- 1. miejsce w Omloop Het Nieuwsblad
- 2. miejsce w Strade Bianche
- 1. miejsce w E3 Harelbeke
- 1. miejsce w Gandawa-Wevelgem
- 2. miejsce w Ronde van Vlaanderen
- 1. miejsce w Paryż-Roubaix
- 1. miejsce w Tour de Luxembourg
  - 1. miejsce na 2. i 4. etapie
  - 1. miejsce w klasyfikacji punktowej
- 2. miejsce w Grand Prix Cycliste de Québec
- 1. miejsce w klasyfikacji UCI World Tour

2018
- 1. miejsce na 3. etapie Tour of Oman
- 3. miejsce w E3 Harelbeke
- 2. miejsce w Grand Prix Cycliste de Québec
- 3. miejsce w Grand Prix Cycliste de Montréal
- 3. miejsce w mistrzostwach świata (jazda druż. na czas)

2019
- 1. miejsce na 3. etapie Volta a la Comunitat Valenciana
- 2. miejsce w Omloop Het Nieuwsblad
- 3. miejsce w E3 BinckBank Classic
- 1. miejsce na 4. etapie Tour de Yorkshire
- 2. miejsce w Clásica de San Sebastián
- 3. miejsce w Grand Prix Cycliste de Québec
- 1. miejsce w Grand Prix Cycliste de Montréal

2020
- 2. miejsce w Tour de Wallonie

2021
- 3. miejsce w Ronde van Vlaanderen

2022
- 3. miejsce w Omloop Het Nieuwsblad
- 3. miejsce w Tour du Limousin

2023
- 1. miejsce w Boucles de l’Aulne

## Rankingi
| Rok                | 2007 | 2008 | 2009 | 2010 | 2011 | 2012 | 2013 | 2014 | 2015 | 2016 | 2017 | 2018 | 2019 | 2020 | 2021 | 2022 | 2023 |
| ------------------ | ---- | ---- | ---- | ---- | ---- | ---- | ---- | ---- | ---- | ---- | ---- | ---- | ---- | ---- | ---- | ---- | ---- |
| UCI ProTour        | 138. | 64.  |      |      |      |      |      |      |      |      |      |      |      |      |      |      |      |
| UCI World Calendar |      |      | 189. | 171. |      |      |      |      |      |      |      |      |      |      |      |      |      |
| UCI World Tour     |      |      |      |      | 56.  | 42.  | 18.  | 24.  | 8.   | 6.   | 1.   | 5.   |      |      |      |      |      |
| World Ranking      |      |      |      |      |      |      |      |      |      | 3.   | 1.   | 7.   | 6.   | 60.  | 58.  | 71.  | 288. |
| UCI Europe Tour    |      |      |      |      |      |      |      |      |      | 61.  | 84.  | 247. | 5.   | 50.  | 49.  | 59.  | -    |
| UCI Asia Tour      |      |      |      |      |      |      |      |      |      | 15.  | 354. | 196. |      |      |      |      |      |
| UCI America Tour   |      |      |      |      |      |      |      |      |      | 1.   | -    | -    |      |      |      |      |      |
|                    |      |      |      |      |      |      |      |      |      |      |      |      |      |      |      |      |      |
| Źródło: UCI        |      |      |      |      |      |      |      |      |      |      |      |      |      |      |      |      |      |